# Bjärehalvön
A Peninsula de Bjärehalvön (em sueco Bjärehalvön;  PRONÚNCIA) é uma peninsula da Suécia.
Está situada no noroeste da província histórica da Escânia, na costa do estreito de Categate, e localizada entre a baía de Laholm e a enseada de Skälderviken.

É uma planície agricola atravessada pela montanha da Hallandsås. 
Tem uma grande produção de maçãs e de batatas.

As principais localidades são Båstad, Torekov e Ängelholm.